# Afarok
Az afarok (vagy danakilok, arabul: عفار) egy Északkelet-Afrikában élő nomád nép. Etiópiában a népesség 1,7%-ával a kilencedik legnagyobb népcsoportot alkotják, Dzsibutiban a népesség 35%-át, Eritreában 5%-át teszik ki.

## Elnevezés
Az afar egy összefoglaló név: az északi törzsek neve danakil, a délieké adal. Az afarok két nemzetsége (klánja) a politikai vezető szerepet betöltő asaimara (vörös) és a „munkásosztály”, az asdoimara (fehér) klán.

## Lakóhely
Az afarok a Danakil (Afar-) sivatagban és mélyföldön élnek, mely a föld egyik legforróbb és legszárazabb területe. Az etiópiai afarok túlnyomórészt Afar szövetségi államban élnek, ahol a lakosság 90%-át teszik ki. Eritreában leginkább a Déli Vörös Tenger tartományban élnek.

## Történet
Az első írásos forrás az afarokról a 13. századból származik: Ibn Szaid arab utazó leírása szerint a szudáni Suakin és a szomáliai Zeila kikötője közötti területen éltek. Az első etióp források a 14. századból, Amba Seyon császár hadjáratának segítőiként tudósítanak az afarokról. Egy évszázaddal később Baeda Maryam császár dobea nép elleni hadjáratát segítették.
Az afarok a 15-16.  században a szomáli vezetésű Adal Szultánság uralma alatt éltek, amely török segítséggel hajtotta uralma alá az itteni népeket, majd annak bukása után a 17. századra három jelentős szultánságuk alakult ki: a legerősebb Aussa, a másik kettő Tadjura és Raheita székhellyel.
Utóbbi kettő a 19. században francia uralom alá került, míg Aussa az etiópok ellen az első és a második abesszín háborúban is az olaszok oldalán harcolva csak 1943-ban vesztette el önállóságát és lett Etiópia része.
1975 júniusában az etióp kommunista kormány, a Derg megpróbálta letartóztatni az afarok vezetőjét, a Ras Alimirah Hanfadhe szultánt. Az afarok erre felkeléssel válaszoltak, amit levertek ugyan a kormánycsapatok és a szultán 1991-ig száműzetésben élt Szaúd-Arábiában, de végül megalapították az Asseb Autonóm Régiót. Az etióp polgárháború alatt az Afar Felszabadító Front vezetésével folytatódott a felkelés. A Derg bukása után a szultán visszatért, később ő lett az 1995-ben megalapított Afar szövetségi állam kormányzója.

## Életmód és kultúra
Az afarok többsége ma is nomád pásztorkodó életmódot folytat. A száraz évszakban az Avas folyó mentén legeltetnek. Novemberben, az esőzések beköszöntekor magasabb területekre húzódnak az áradások és a moszkitók elől. Legfőbb szállítóeszközük a teve, legfontosabb tenyésztett állataik a kecske, a juh és a szarvasmarha.
Étrendjük főleg húsból és tejből áll, ezek a fő árucikkek is, melyek Sembete vagy Bati városának piacaira kerülnek. Emellett a sivatagban sóbányászattal is foglalkoznak.
Az afar sátrak neve ari, két vagy több ilyen alkot egy tábort (burra). Több faluból álló közösség vezetője a dardar, a törzsek élén pedig a szultán áll.
A körülmetélést a fiúknál és a lányoknál is alkalmazzák. A fiú akkor nősülhet meg, ha bátran elviselte ennek fájdalmait. Ilyenkor magának választhat feleséget.
Az afarok hagyományos életmódjának az is része, hogy igyekeznek minél kevesebb kárt tenni a környezetükben. Jelentős szerepük volt a kihalás szélére került szomáli vadszamár állományának megőrzésében.

## Vallás
Az afarok a 10. századtól kezdve tértek át az iszlámra, amiben a Vörös-tenger túloldaláról érkezett arab kereskedők térítésének volt szerepe.

## Fordítás
- Ez a szócikk részben vagy egészben  az   Afar people című angol Wikipédia-szócikk fordításán alapul.  Az eredeti cikk szerkesztőit annak laptörténete sorolja fel. Ez a jelzés csupán a megfogalmazás eredetét és a szerzői jogokat jelzi, nem szolgál a cikkben szereplő információk forrásmegjelöléseként.